# Цветоаналитический тест Фрилинга
Цветоаналитический тест Фрилинга – психодиагностический тест для исследования личности, разработанный в 1947 году немецким психоаналитиком и художником, доктором философии Генрихом Фрилингом (нем. Dr. Heinrich Frieling). Тест представляет собой анализ внутренних стремлений человека, границ и горизонтов бессознательного и специфики восприятия окружающего мира на основе методики «Цветового зеркала».
Тестирование состоит из восьми частей, каждая из которых содержит демонстрацию рядов  разноцветных карточек. Всего на выбор предлагаются в каждой из серий пять различных оттенков. Тестируемый поочерёдно выбирает цвет, который ему больше всего нравится и тот, который ему наименее близок. Затем тестируемый должен разместить те цвета, которые ему импонируют, и те цвета, которые вызвали негативную реакцию, на полях сетки согласно своим внутренним ощущениям. Затем процедура повторяется. Заключительный, восьмой этап, также основан на «нравится – не нравится».

## Интерпретация
Методика "Цветовое зеркало" включает в себя три элемента: собственно процедуру обследования, затем обработку результатов с последующим составлением рекомендаций. Тест позволяет без труда обозначить все положительные и негативные признаки формирования личности. Особый интерес представляет определение психоэмоционального состояния в текущий момент. Данный метод также демонстрирует установки, цели и мотивы тестируемого.

## История появления

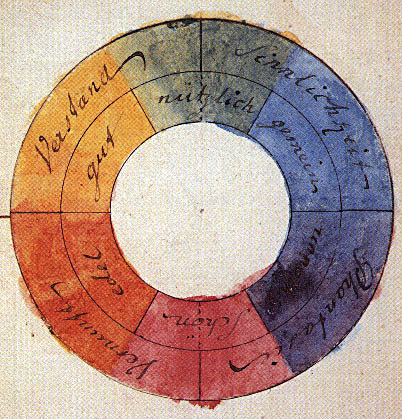
"Цветовое колесо" И.Гёте, 1810

Генрих Фрилинг - художник и учёный из Баварии, изначально изучавший влияние цвета на дизайн интерьера и упаковки товаров. После успеха теста Люшера выпустил свой тест, взяв за теоретическую основу идеи Иоганна Гёте о психологическом значении цвета, а также его модель так называемого цветового круга или «шестиконечной звезды Гёте». Также Фрилингом применялись идеи экспериментальной психологии Вильгельма Вундта о типологии цветовых стимулов, работы Василия Кандинского в сфере цветовой семантики и в контексте влияния сочетания цветов на психику человека. Что касается диагностики, то в своей модели Фрилинг использует типологию Карла Юнга, что вызвало определённую критику по причине неклинической основы – в этом её основное отличие от известных типологий того периода.
Позднее, в 1949 году Генрих Фрилинг открыл в Марквартштайне (Верхняя Бавария, Германия) Институт Психологии Цвета.

## Причина неприятия
В силу ряда причин методика Фрилинга не была воспринята широкой массой отечественных[уточнить] специалистов, в отличие от тестов Макса Люшера и Александра Эткинда. Одной из ключевых причин, по которым распространение не пошло – трудоёмкий процесс систематизации получаемых данных. Работы Г. Фрилинга были переведены в СССР в 1990 г. (перевод Л. Литовкина).

## Критика, альтернативные точки зрения
Также стоит отметить, что долгий период невостребованности методики «Цветовое зеркало» отчасти объясняется тем фактом, что для полноценной интерпретации получаемых с её помощью данных исследователям необходимы помимо знакомства с функциональной психологией цвета, знания из области пространственной символики, серьёзная психоаналитическая подготовка и психодиагностическое оборудование.
Ещё одной причиной постепенного признания теста является кардинальная разница между скоростью прохождения теста – до 15 минут – и длительный, трудоёмкий процесс получения результата вручную. Речь идёт о пошаговой обработке всех цветовых сочетаний, анализе их восприятия тестируемым и формировании на основе полученных данных индивидуального психологического портрета. Ручная обработка данных может занять до трёх часов.
Данная процедура может быть значительно ускорена благодаря использованию современных технологий. Обработка введённых тестируемым данных занимает не более пяти минут, а вывод психологического портрета компьютером происходит в течение одной минуты.

## Области применения теста
- Оперативная оценка психического состояния людей различных возрастных категорий.
- Консультирование в области психологии.
- Диагностика личности по типу.
- Профориентация и работа с персоналом, в том числе вопросы найма на работу.
- Анализ особенностей успешных руководителей.
- Анализ отношений, складывающихся в группах и рабочих коллективах.

## Результаты теста
- Общее описание характера.
- Выделение психических функций (речь идёт об интуиции, ощущениях, чувствах и мышлении) и психологических установок (экстраверт, интроверт).
- Признаки формирования личности (негативные и позитивные).
- Психоэмоциональное состояние тестируемого на момент прохождения теста.
- Установки, мировоззрение, движущие цели тестируемого.
- Степень открытости тестируемого при проведении анализа.
- Области, вызывающие страх, проблемы, неосознанное неприятие.
- Стандартных для данного человека метод решения возникающих в жизни проблем.
- Стратегические и тактические подходы к построению жизни.
- Энергетическое сопровождение психоэмоциональных процессов.
- Мировоззрение и жизненные установки.
- Прочие личные глубинно-психологические аспекты.

Данная методика применима и к работе с детьми. Тест актуален для детей от 4-х лет.

## Тест Фрилинга в России
Переводы книг Г. Фрилинга на русский были не полными, несовершенными. По этой причине, а также из-за того, что подобный тест Люшера был значительно более простым в использовании, быстрый тест Фрилинга был мало известен в Советском Союзе.
В России методика Фрилинга появилась сравнительно недавно. Метод был переосмыслен российскими психологами 1990-2000-х гг. (В. Н. Кононова, Ю. К. Стрелков и др.) Была проведена выборка по русскоязычному контингенту. Тест стал применяться шире – для анализа бессознательных компенсаторных механизмов у профессионалов, для рекрутинговых процедур. Была сформирована компьютерная модель интерпретации.
Тест Фрилинга также применяется в процессе подготовки и психологической реабилитации сотрудников правоохранительных органов России, в частности Федеральной службы исполнения наказания (ФСИН) 